# Hearthstone: Heroes of Warcraft
Hearthstone: Heroes of Warcraft este un joc online, de cărți colecționabile, publicat de Blizzard Entertainment. Jocul este gratuit, cu posibilitatea de a cumpăra cărți sau aventuri adiționale folosind bani adevărați. Jocul a fost lansat pe 11 martie 2014 și este disponibil pentru Windows , OS X , iOS și Android
În Mai 2017 erau peste 70 de milioane de conturi înregistrate în Hearthstone. 

## Jocul
Hearthstone este asemenea unui joc de strategie pe ture: bătăliile fiind între 2 oponenți pe platforma Battle.net. Jucătorii pot alege dintre numeroase moduri de joc, fiecare oferind o experientă diferită. Jucătorii încep cu o colecție de cărți de bază, dar pot colecționa cărți rare și puternice cumpărând pachete de cărți folosind aurul obținut în joc. 
Hearthstone este bazat pe universul Warcraft cu caractere, magii și locații aferente poveștii.